# Charles Kimberlin Brain
Charles Kimberlin „Bob“ Brain (* 7. Mai 1931 in Salisbury, heute Harare, Simbabwe; † 6. Juni 2023 in Pretoria) war ein südafrikanischer Paläoanthropologe und ab 1985 Honorarprofessor an der Witwatersrand-Universität. Von 1968 bis 1991 war er Direktor des Transvaal-Museums in Pretoria. Brain leitete von 1965 bis Anfang der 1990er-Jahre die Ausgrabungen in Swartkrans, in deren Verlauf mehrere hundert hominine Fossilien, vor allem von Paranthropus robustus und Homo ergaster, sowie zahlreiche Tierfossilien und Steinwerkzeuge geborgen wurden.

## Leben
Bob Brain (wie er sich selbst seit der Kindheit nannte) oder C. K. Brain (wie er häufig als Autor seiner Publikationen abgekürzt wurde) entstammt einer Biologen-Familie: Sein in England geborener Vater, der ebenfalls Charles Kimberlin Brain (1881–1954) hieß, war Professor für Entomologie an der Universität Stellenbosch und Erstbeschreiber zahlreicher neu entdeckter Arten und Gattungen von Insekten, seine Mutter war Botanikerin.
Brain wuchs im damaligen Südrhodesien (heute Simbabwe) auf, wo sein Vater zeitweise als Secretary for Agriculture (Landwirtschaftsminister) und in Bulawayo beim damaligen Nationalmuseum von Südrhodesien tätig war. 1947 zog die Familie nach Pretoria, wo er drei Jahre lang die Pretoria Boys High School besuchte. Anschließend studierte Brain an der Universität Kapstadt die Fächer Geologie und Zoologie und erwarb dort 1957 den ersten Doktor-Grad (Doctor of Philosophy) im Fach Geologie mit einer Studie über The Transvaal Ape-Man-Bearing Cave Deposits, die ein Jahr später vom Transvaal-Museum als Memoir No. 11 publiziert wurde. 1981 erwarb er seinen zweiten Doktor-Grad (Doctor of Science) an der Witwatersrand-Universität für seine Studien über das von ihm in Südafrika gegründete Fachgebiet der African Cave Taphonomy (Afrikanische Höhlen-Fossilisationslehre).
Nach dem Erwerb des Bachelor-Grads hatte Brain zunächst geplant, den Master-Grad im Fach Meeresbiologie zu erwerben, musste das Studium jedoch aus finanziellen Gründen abbrechen. Er arbeitete übergangsweise in Pretoria als Geologe im Council for Scientific and Industrial Research (CSIR), kam aber 1954 in professionellen Kontakt mit dem Transvaal-Museum, das er bereits während der High-School-Zeit wiederholt besucht hatte, weil er die Vogelwelt Südafrikas kennenlernen wollte. Auf Initiative von John T. Robinson wurde ihm aufgetragen, seine beim CSIR gelernten Fachkenntnisse zur Analyse von Sedimenten auf die Fossilienfundstätten in Höhlen von Transvaal anzuwenden. Hintergrund war, dass die von Raymond Dart und Robert Broom entdeckten homininen Gattungen Australopithecus und Paranthropus seit den 1920er-Jahren zwar international Aufsehen erregt hatten; die geologischen Schichten, aus denen die Funde stammten, waren jedoch auch Mitte der 1950er-Jahre noch wenig erforscht, und das Alter der Funde war daher umstritten. Dank der Unterstützung durch den britischen Geologen und Paläoanthropologen Kenneth Page Oakley gewährte die Wenner-Gren Foundation for Anthropological Research ihm von 1954 bis 1957 ein Stipendium, sodass er sein Auskommen als wissenschaftlicher Mitarbeiter des Museums hatte und zugleich das Material für seine erste Doktorarbeit beschaffen konnte. Brain wies insbesondere nach, dass die unterschiedlichen Schichten aus je unterschiedlichen klimatischen Epochen stammen und unterschiedlich alt sind. Zudem führten seine Untersuchungen dazu, dass erstmals Steinwerkzeuge gesichert der Gattung Australopithecus zugeordnet werden konnten, sowohl in Makapansgat als auch in Sterkfontein.
Nach dem Auslaufen des Stipendiums wurde ihm die einzige freie Kuratoren-Stelle des Transvaal-Museums angeboten, die des Kurators für niedere Wirbeltiere; sein Vorgänger, der Herpetologe Vivian FitzSimons, war zum Direktor des Museums berufen worden. Brain und FitzSimons publizierten in den folgenden Jahren zahlreiche Studien über Frösche, Schlangen und Eidechsen. Brain fiel während dieser Zeit auf, dass die Verhaltensmuster einiger Reptilienarten in vergleichbarer Weise wie morphologische Merkmale als taxonomische Kriterien für das Unterscheiden von Arten verwendet werden können. Bereits 1961 wechselte er jedoch als stellvertretender Direktor an das Nationalmuseum von Südrhodesien und wurde zugleich Sammlungsleiter für Zoologie des neu eröffneten QueenVictoria Museum im heutigen Harare. 1965 wurde ihm, nachdem John T. Robinson an die University of Wisconsin–Madison gewechselt war, von seinem früheren Vorgesetzten Vivian FitzSimons die freigewordene Stelle des Kurators für Paläontologie am Transvaal-Museum angeboten. Er ging zurück nach Pretoria, wurde dort drei Jahre später zum Direktor des Museums berufen und blieb dies bis zu seiner Pensionierung im Jahr 1991.

## Privates
Bob Brain war ab 1955 bis zu ihrem Tod mit seiner Ehefrau, der Geologin Laura Kraan, verheiratet; das Paar hatte vier Kinder.
Am 6. Juni 2023 verstarb Brain mit 92 Jahren in Pretoria.

## Forschung
Bereits 1955 hatte Brain die „Jagdhypothese von Raymond Dart“ kennengelernt, der zufolge Australopithecus ein gewalttätiger Prädator gewesen ist, eine inzwischen widerlegte Annahme, die 1961 aber auch von Robert Ardrey in seinem Buch „African Genesis“ aufgegriffen wurde, als er die Vorfahren des Homo sapiens als blutrünstige Wesen schilderte. In einer kurz vor Brains 70. Geburtstag erschienenen Würdigung heißt es, Darts Interpretation von südafrikanischen Knochenfunden „weckten in Bob den Wunsch, das Verhalten der frühen Hominiden zu verstehen, ein Bestreben, das später einen großen Teil seiner Forschungszeit in Anspruch nahm.“ Als Kurator für Paläontologie war Brain ab 1965 in der Lage, nicht nur die Schichtenfolgen der Fundstätten, sondern auch die aus ihnen geborgenen homininen Fossilien zu erforschen, in der Überzeugung, dass dies auch zu Erkenntnisse über das Verhalten der frühen Vorfahren des Menschen führen werde. Da ihm die vorhandenen Fossiliensammlungen aus Sterkfontein und Kromdraai für diesen Zweck bereits ausreichend erschienen, bestand sein erstes Ziel darin, eine große und repräsentative Sammlung fossiler Knochen aus Swartkrans zusammenzustellen. Dies gelang ihm auch, indem er zunächst sieben Jahre lang die Abraumhalden des Kalkbergbaus durchforstete und später umfangreiche Ausgrabungen in den Höhlen von Swartkrans durchführte.
Zugleich nutzte er Methoden der experimentellen Archäologie, um Darts „Jagdhypothese“ zu überprüfen, die im Kern auf der Entdeckung von großen Ansammlungen zertrümmerter Tierknochen basierte. Um nachzuvollziehen, wie die südafrikanischen Nama die Reste ihrer Jagdbeute ablegen, ließ er zunächst im Umkreis von 15 ihrer Dörfer alle Tierknochen aufsammeln. So konnte er belegen, dass die Ansammlungen von Tierknochen aus der Nama-Jagdbeute mit der Ansammlung von Skelettteilen fossiler Arten vergleichbar waren. Zugleich wurde belegt, dass – sowohl früher als auch heute – nur bestimmte Skelettteile bei der Nahrungsaufnahme durch Menschen oder andere Fleischfresser unzerstört bleiben und daher die größten Chancen haben, zu versteinern. Darüber hinaus untersuchte Brain das Fressverhalten verschiedener Raubtiere, insbesondere von Geparden, die er in Gefangenschaft hielt, um Anhaltspunkte für das Entstehen von Anhäufung fossiler Knochen in Höhlen zu gewinnen. Er wies beispielsweise nach, dass die Knochen von Primaten empfindlicher für Beschädigungen durch Kauen sind als die Knochen von gleich schweren Antilopen mit gleichem Körpergewicht. Bei erbeuteten Pavianen bleiben daher zwar möglicherweise die Schädel erhalten, nicht aber ihre Skelettteile unterhalb des Schädels. Von erbeuteten Antilopen bleiben hingegen die meisten Teile ihrer Skelette erhalten. Aus seinen Analysen leitete Brain ab, dass die große Anzahl bestimmter Knochen und das fast völlige Fehlen anderer Knochen in den von Dart ausgewerteten Fossilien-Ansammlungen aus Makapansgat, anders als von Dart vermutet, nicht gesichert auf menschliche Aktivitäten zurückzuführen, sondern eine Folge der Fossilisationsbedingungen in Höhlen ist. Diese Studien gelten heute als Beginn einer neuen paläontologischen Disziplin, der Africanischen Höhlen-Fossilisationslehre (African Cave Taphonomy).

## Ehrungen
- Brain war Ehrendoktor der Universität von KwaZulu-Natal, der Universität Pretoria, der Witwatersrand-Universität und der Universität Kapstadt.[3]
- Im Jahr 2000 widmete ihm das Bernard Price Institute for Palaeontological Research der University of the Witwatersrand, Johannesburg, den kompletten 30. Band der Zeitschrift Palaeontologia Africana mit dem Abdruck von Papers presented in tribute to Charles Kimberlin (Bob) Brain.

## Schriften (Auswahl)
- The Transvaal Ape-Man-Bearing Cave Deposits. Transvaal Museum Memoir No. 11, Pretoria 1958.
- Some Criteria for the Recognition of Bone-Collecting Agencies in African Caves. Kapitel 7 in: Anna K. Behrensmeyer und Andrew P. Hill (Hrsg.): Fossils in the Making. Vertebrate Taphonomy and Paleoecology. University of Chicago Press, Chicago 1980, S. 107–130. (Neuauflage 1980, ISBN 978-0-226-04153-7)
- The Hunters or the Hunted? An Introduction to African Cave Taphonomy. University of Chicago Press, Chicago 1981, ISBN 978-0-226-07089-6.
- Swartkrans: A Cave's Chronicle of Early Man. Transvaal Museum, Pretoria 1993.

## Belege
1. ↑  Renowned South African palaeontologist Bob Brain dies at 92. (Memento vom 9. Juni 2023 im Internet Archive). Im Original veröffentlicht am 8. Juni 2023 auf dailymaverick.co.za.
2. 1 2 3  Ditsong National Museum of Natural History: A Tribute to Dr CK ‘Bob’ Brain.
3. 1 2 3  Charles Brain. (Memento vom 16. Februar 2013 im Internet Archive). Im Original publiziert auf whoswho.co.za.
4. ↑  S2A3 Biographical Database of Southern African Science: Brain, Professor Charles Kimberlin.
5. 1 2 3 4 5  Bruce S. Rubidge: Charles Kimberlin (Bob) Brain – a tribute. In: Palaeontologia Africana. Band 36, 2000, S. 1–9, Volltext.
6. ↑  Charles Kimberlin (Bob) Brain. Auf: journaltaphonomy.com, zuletzt eingesehen am 13. Juli 2022.

| Personendaten    | Personendaten                      |
| ---------------- | ---------------------------------- |
| NAME             | Brain, Charles Kimberlin           |
| ALTERNATIVNAMEN  | Brain, C. K.; Brain, Bob           |
| KURZBESCHREIBUNG | südafrikanischer Paläoanthropologe |
| GEBURTSDATUM     | 7. Mai 1931                        |
| GEBURTSORT       | Salisbury, heute Harare, Simbabwe  |
| STERBEDATUM      | 6. Juni 2023                       |
| STERBEORT        | Pretoria                           |